# 虎鯊神兵
《虎鯊神兵》（TigerSharks）是部於1987年播出的電視卡通，主要是敘述一群人能夠轉換成鯊魚和其他海洋生物。架構上近似同樣是由Rankin/Bass公司所製作的《霹靂貓》（ThunderCats）與《銀鷹戰士》（SilverHawks）。
- 本作品收錄於《卡通天地》（Comic Strip）內，其中共包括四部11分鐘的卡通作品：《虎鯊神兵》（TigerSharks）、《跳跳蛙》（Street Frogs）、《巧巧怪獸營》（Mini Monsters）及《空手道貓》（Karate Kat）。

## 概要
本故事是以水族人（Waterians）所居住的水城星球（Water-O）為舞台，虎鯊神兵在當地進行研究任務並幫助當地居民與邪惡的T頭對抗。

## 登場人物

### 虎鯊神兵
- 所屬戰艦
  - 虎鯊號（The Sark）:虎鯊神兵的母船，為一艘擁有個人意識的AI人工智慧機體，可於水上與空中、太空航行的戰艦船。外部的背鰭可吸收太陽光作為母船動力來源，內部裝設有可將人體轉換成海洋生物的魚人池（Fish Tank）。
- 成員
  - 麥哥（Mako）:一位天才型的優秀潛水員，為虎鯊神兵的領導者。他在魚人池內可變成灰鯖鯊型態的魚人，可運用他的頭鰭穿破金屬，擁有其快泳速。
  - 瓦洛（Walro）博士:虎鯊神兵虎鯊號魚人池的製造者，乃機械天才，手持的枴杖為多功能的武器，(可發射雷射光束、變成水中螺旋槳推進器、甚至可裝入與發射放置於腰帶上的各種多功能彈頭。他在魚人池內可變成海象型態的魚人。
  - 道爾夫（Dolph）:虎鯊神兵的副領導者，也是一位具豐富經驗的優秀潛水員，喜愛隨時開玩笑烘托對上快樂氣氛。他在魚人池內可變成白海豚型態的魚人。
  - 奧莉薇（Octavia）:虎鯊神兵的通信及戰略女隊長。她在魚人池內可變成章魚型態的魚人（原先的長髮在變身時變成章魚的觸手）。
  - 羅卡（Lorka）:虎鯊神兵的機械師，主要於修復虎鯊號或建造一些新的機器供隊上使用。他在魚人池內可變成逆戟鯨型態的魚人。
  - 布朗克（Bronc）:虎鯊神兵的兩位年輕助手成員之一，愛冒險與追求刺激，有時甚至不計後果。他在魚人池內可變成海馬型態的魚人。
  - 安琪拉（Angel）:虎鯊神兵的兩位年輕助手成員之一，布朗克之妹，比起布朗克，安琪拉做事較為認真負責。他在魚人池內可變成金魚型態的魚人。
  - Gupp:一隻巴吉度獵犬，為瓦洛博士的寵物犬，是虎鯊神兵的小小成員，牠在魚人池內可變成孔雀魚型態的魚犬(具鰭狀的腿和腳牙)。

### 敵對角色
- 海底
  - T頭（T-Ray）:蝠鱝混合型的魚人。為Mantannas的主要領導人，擁有一艘可於太空、水上、水中航行的魟型戰鬥船。因原本居住的行星的水域已經乾涸，故帶領其Mantannas手下成員，來到 Water-O行星，試圖征服與佔領，其中他釋放了被Water-O行星居民Waterians冰封的海盜畢薩利船長以及他的手下船員，從他們對Seaberia冰牢。為虎鯊神兵的主要敵人之一。由於屬於魚人體質，故在陸地區域，若無配戴水中呼吸器，與手下將無法生存。
  - Mantannas:一群由T頭領導下的魚人成員.
    - Wall-Eye:T頭的部下，為青蛙型態的魚人，在Mantannas內屬智囊角色，特殊能力為使用雙眼眼珠旋轉產生催眠電波，操控敵人。
    - Shad:T頭的部下，為鯡魚型態的魚人，善使各種雷射武器，其腰帶附有四根可發射雷射的電棒，為主要的攻擊武器。
    - Dredge:T頭的部下，為電鰻型態的魚人，身上纏有一條攻擊力甚強的電鰻，亦為個人主要對敵使用的攻擊武器。
    - Carper:T頭的部下，與Weakfish同為雙胞胎，兩兄弟個性懦弱，戰鬥能力甚弱，與其他成員不同的地方，是屬於人魚類型(下半身為魚尾，無腳)，時常在海裡騎乘一台龍頭附有鋸刀的水上機車(水陸兩棲)。
    - Weakfish:T頭的部下，與Carper同為雙胞胎，兩兄弟個性懦弱，戰鬥能力甚弱，與其他成員不同的地方，是屬於人魚類型(下半身為魚尾，無腳)，時常在海裡騎乘一台龍頭附有鋸刀的水上機車(水陸兩棲)。

- 海上
  - 畢薩利船長（Captain Bizzarly）:為Water-O行星海洋上無惡不作的海盜團船長，本身為機械專家與發明天才，擁有一艘擁有機械動力的海盜船。其根據地為於海上一座四面皆為峭壁的海島，僅有一洞口進出內的一棟龍形城堡。於多年前與部下在一島小冰上遭Waterians族群追殺，並遭逢其冷凍光束冰凍囚禁。後來因T頭的釋放得以重出江湖，並藉由T頭順帶將其他部下一併救出，並時常與T頭聯合為惡Water-O行星，為虎鯊神兵的主要敵人。本身極度怕水，不會游泳，身邊飼養一隻名為Dragonstein的噴火龍，每當戰敗於虎鯊神兵沈船時，皆靠Dragonstein就其脫離溺水之窘境。 
    - Dragonstein:畢薩利船長的寵物龍，會噴火，火力極強，擁有雙翼，每當怪蛋船長戰敗於虎鯊神兵沈船時，皆靠其脫離溺水之窘境。
    - Long John Silverfish:畢薩利海盜團的大副，頭戴一頂頭盔，使用的武器為一條長鞭。
    - Mankiller:身穿日本武士的鎧甲裝，頭上的半月頭飾時常會取下作為飛鏢型的攻擊武器，為畢薩利海盜團唯一的女船員兼炮擊手。
    - Spike Marlin:畢薩利海盜團的船員，使持一把長柄的奇形雙頭武器，亦可從中發射雷射光束攻擊敵人.
    - Soulmate:畢薩利海盜團的船員。
    - Lump:畢薩利海盜團的船員，為一團類似黏土、橡膠的生物，平常僅有頭和圓形身體，偶爾會重身體伸出雙手，常於海賊團戰敗於虎鯊神兵沈船時，變身作為船員臨時的"救生橡皮艇".
    - Grunt:畢薩利海盜團的船員，身體極具噸位的壯碩大漢，時常以重腳行走方式，使地面、冰面因其身體重力產生斷裂，亦能造成雪崩作為攻擊敵人手法.

## 姐妹作
- 霹靂貓（ThunderCats）
- 銀鷹戰士（Silverhawks）